# Eucrassatella fluctuata
Eucrassatella fluctuata är en musselart som först beskrevs av Carpenter 1864.  Eucrassatella fluctuata ingår i släktet Eucrassatella och familjen Crassatellidae. Inga underarter finns listade i Catalogue of Life.